# Frituren

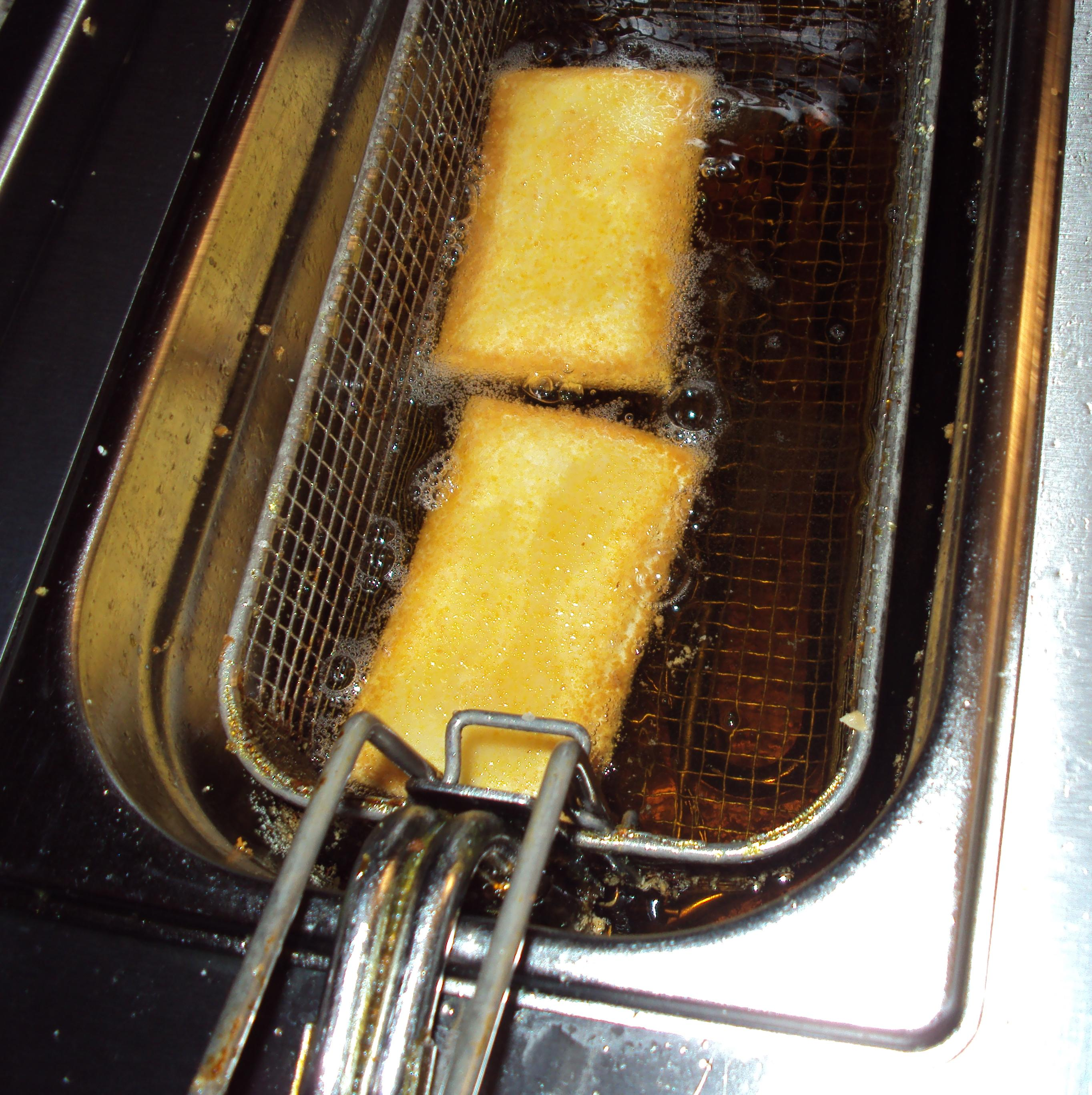
Twee kaassoufflés worden gefrituurd

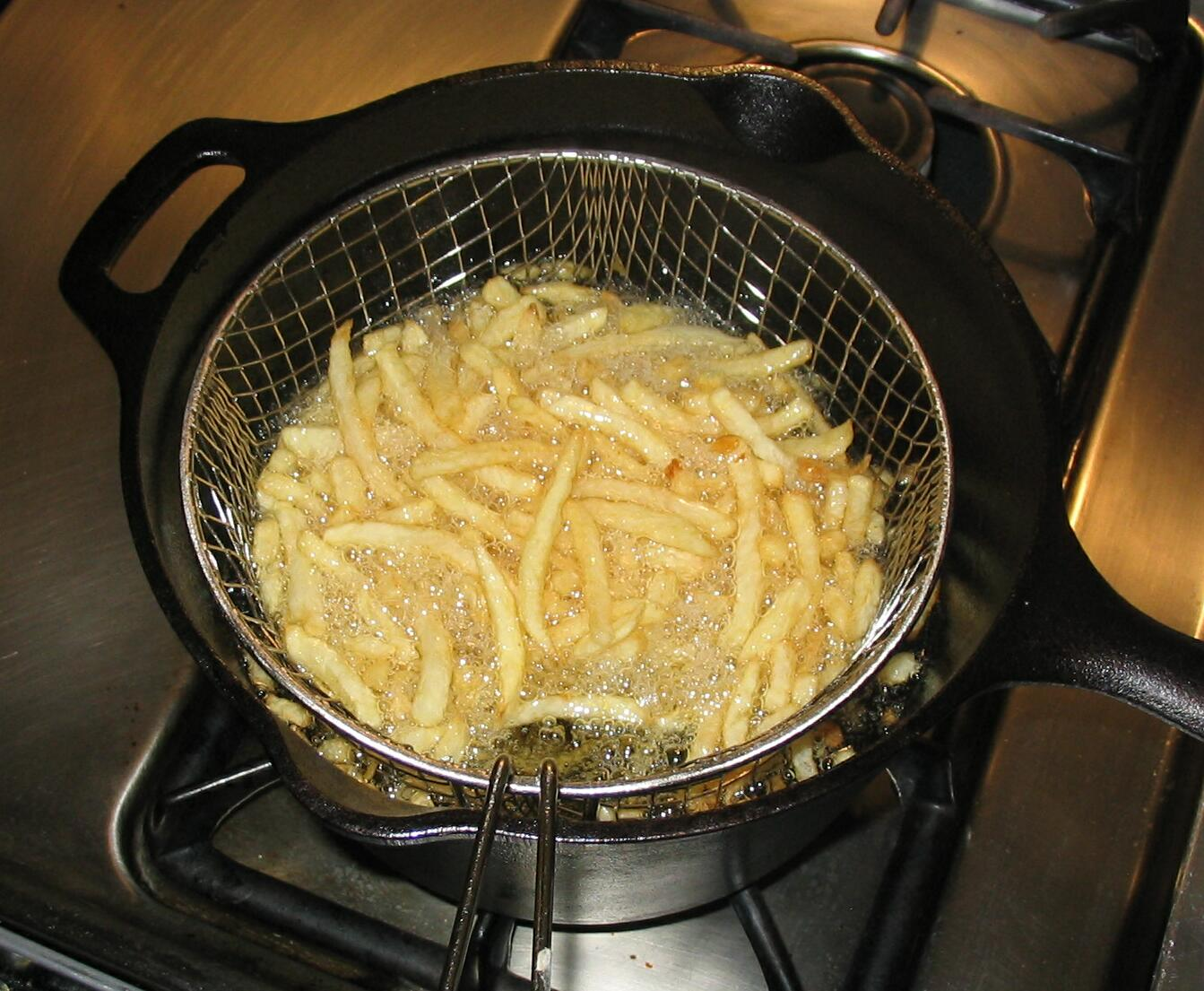
Het frituren van frieten

Frituren is een bereidingstechniek waarbij het voedsel enkele minuten in zeer hete olie (160-190 °C) of vet wordt ondergedompeld. Hierdoor wordt een krokante korst gevormd.
Voor kleine hoeveelheden voedsel is een frituurpan goed bruikbaar, voor grotere hoeveelheden is grotere apparatuur benodigd.
Frituren als voedselbereidingswijze werd in Europa in de dertiende eeuw vanuit het Midden-Oosten overgenomen. In de Lage Landen kwam het in de zestiende eeuw in zwang, vooral beslag en vlees werden gefrituurd. De moderne snack-cultuur kwam in Nederland aan het begin van de twintigste eeuw op. De eerste frieten zouden in een Waalse kermiskraam in Bergen op Zoom zijn gegeten. In 1909 werd in Maastricht Reitz geopend, dat het eerste 'frituur-restaurant' van Nederland was. Toen in de Eerste Wereldoorlog veel Belgische vluchtelingen naar Nederland kwamen, namen zij ook hun friet-cultuur mee over de grens.

## Frituur
Frituur is de verzamelnaam voor gefrituurd eten. Bekende snacks uit de frituur zijn:
- frieten, kroket, bitterballen, frikadel, frikandel, bere(n)hap, oliebol, donuts, loempia, vleesfondue, kaassoufflé, Nasischijf, kipcorn en kibbeling.

## Verantwoord frituren
Hetzelfde frituurvet wordt vaak keer op keer gebruikt. Als het niet op tijd ververst wordt, zullen er steeds meer vetmoleculen afbreken door de hitte waardoor koolstofatomen vrijkomen en in het vet gaan zweven. Regelmatig verversen van het vet voorkomt dat er acrylamide en andere schadelijke stoffen ontstaan.
Verder is het soort frituurvet belangrijk. Meestal worden onverzadigde vetten als gezonder beschouwd dan verzadigde vetten. Bij frituren is dit anders. Onverzadigde vetten hebben een of meerdere dubbel bindingen in de koolstofketen. Dit zorgt er voor dat deze vetten veel onstabieler en reactiever zijn dan verzadigde vetten. Wanneer onverzadigde vetten bij het frituren verhit worden worden deze omgezet in verzadigde vetten waarbij een ongewenste stoffen worden gevormd zoals hydroperoxiden, aldehyden en ketonen. Verzadigde vetten zijn stabieler waardoor het minder van deze reacties ondergaat.
Bij frituren in plantaardige olie met een hoog gehalte onverzadigde vetzuren kan bij zeer hoge temperatuur (>220 °C) transvetzuren worden gevormd. Transvetzuren hebben een nadelige invloed op de gezondheid. Bij normaal gebruik en regelmatig verversen van de olie levert dit echter geen gezondheidsrisico op. Bij verhitting boven 180 °C van producten die suikers en eiwitten bevatten (vooral met het aminozuur asparagine), zoals friet, kan ook acrylamide worden gevormd. Acrylamide blijkt bij proefdieren kankerverwekkend te zijn. Vanwege de gezondheidsrisico's wordt frituren bij te hoge temperaturen afgeraden.
Het frituren van dikke stukken vlees (zoals biefstuk, kipfilet en rundervinken) kent nadelen. De buitenkant wordt snel gaar, terwijl de binnenkant rood blijft. Gebruikelijker is om deze producten in kleine porties kort te frituren als zogenaamde fondue bourguignon of in een wok te bakken.

## Benamingen
In België en het zuiden van Nederland wordt een snackbar vaak frituur of frietkot genoemd.